# Vete de mí
Vete de mí es una película española de 2006 dirigida por Víctor García León. La película obtuvo la Concha de Plata a la mejor dirección en el festival de San Sebastián 2006 y Juan Diego recibió un premio Goya 2007 como mejor actor protagonista.

## Argumento
Santiago (Juan Diego), que es actor de teatro, un día recibe la visita improvista de su hijo treintañero, Guillermo (Juan Diego Botto), al que su madre (Rosa María Sardá) ha echado de casa y no tiene adonde ir.

## Reparto
- Juan Diego como Santiago
- Juan Diego Botto como Guillermo
- Cristina Plazas como Ana
- Esperanza Roy como Esperanza
- Rosa María Sardá como Julia
- Ana María Vidal como Eugenia
- José Sazatornil como Quique
- Antonio Zabálburu como Carlos
- Blanca Jara como Lara
- Ángela Cremonte como Irene

## Comentarios
El director definió la película como «la historia del padre de Edipo, una tragedia griega en Carabanchel, la angustia de un Peter Pan de clase media y Sófocles según Azcona (salvando las distancias...).»

## Premios
- 2006- Festival de San Sebastián: Concha de Plata a la mejor dirección[2]
- 2006- Premios Fotograma de Plata: Fotograma de Plata a Mejor actor de cine (Juan Diego)
- 2007- Premios Goya: Goya al mejor actor protagonista (Juan Diego) y nominación a mejor actor de reparto (Juan Diego Botto)[3]